# 周祥
周祥，江苏无锡人，明朝政治人物、監生出身。
1509年，接替刘灿任福建永安县知县一职，1514年由孙鼒接任。